# Medinilla viscoides
Medinilla viscoides là một loài thực vật có hoa trong họ Mua. Loài này được (Lindl.) Triana mô tả khoa học đầu tiên năm 1871.